# Alex Di Giorgio
Alex Di Giorgio (né le 28 juillet 1990 à Rome) est un nageur italien, spécialiste de la nage libre.
Il remporte la médaille d'or des Jeux méditerranéens de 2013 à Mersin avec le relais 4 x 200 m nage libre.
En 2022 il participe à Ballando con le stelle 17.

## Meilleures performances
Ses meilleurs temps, réalisés en 2012, sont[réf. nécessaire] :
- 200 m nage libre : 1 min 48 s 62
- 400 m nl : 3 min 50 s 89.